# 加尔什 (摩泽尔省)
加尔什（法語：Garche，法語發音：[ɡaʁʃ]；洛林法兰克语：Gaascht、Gaasch、Garsch）是法国摩泽尔省的一个旧市镇。1970年，加尔什并入蒂永维尔。

## 地理
加尔什（49°23'45.04"N, 6°11'39.53"E）位于法国大東部大區摩泽尔省，该省份为法国东北部内陆省份，是洛林的一部分，西南接默尔特-摩泽尔省，东临下莱茵省，北与卢森堡和德国接壤。
加尔什的时区为UTC+01:00、UTC+02:00（夏令时）。

## 行政
加尔什的邮政编码为，INSEE市镇编码为57243。

## 人口
加尔什于1968年时的人口数量为1175人。